# Puente peatonal

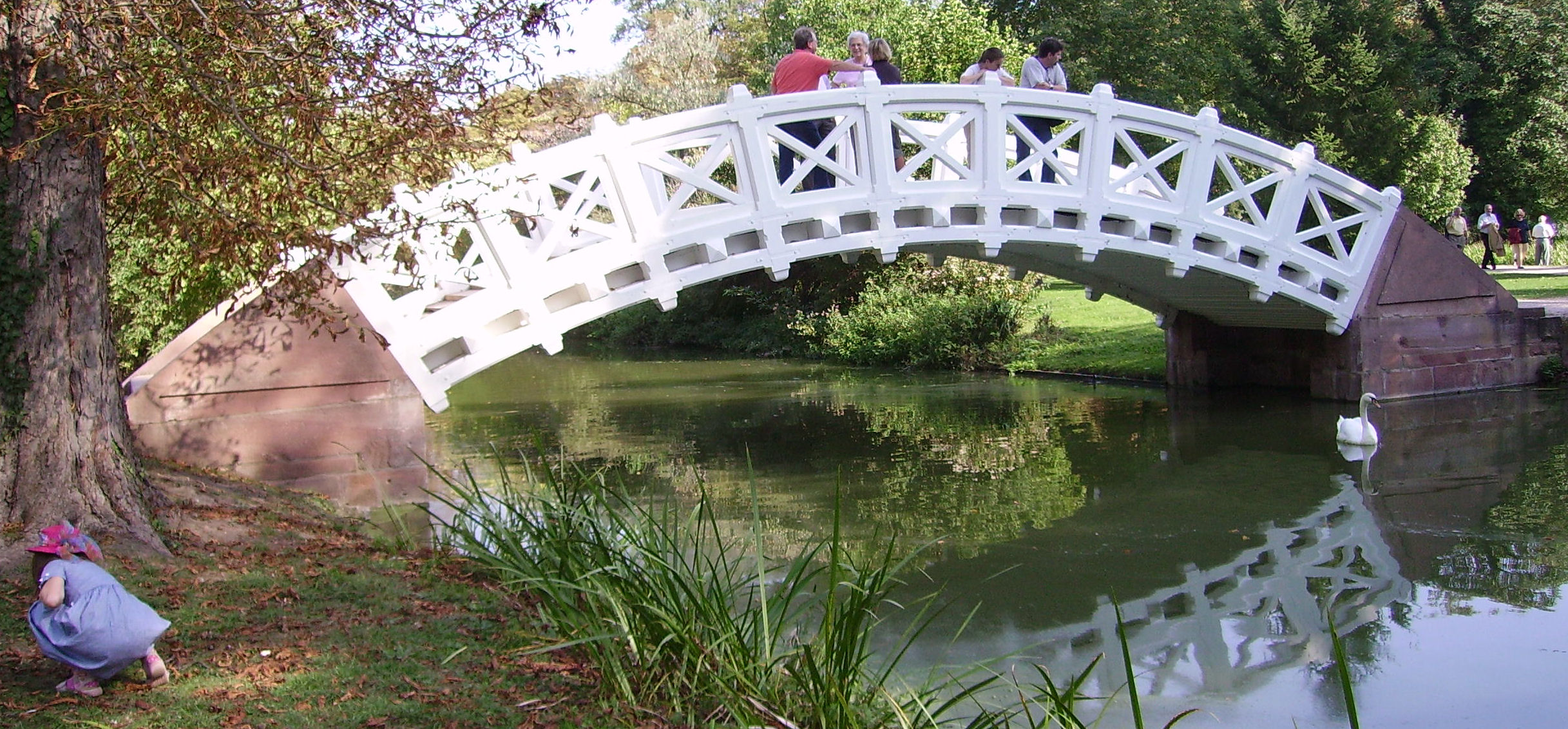
El puente de las mentiras en Schwetzingen.

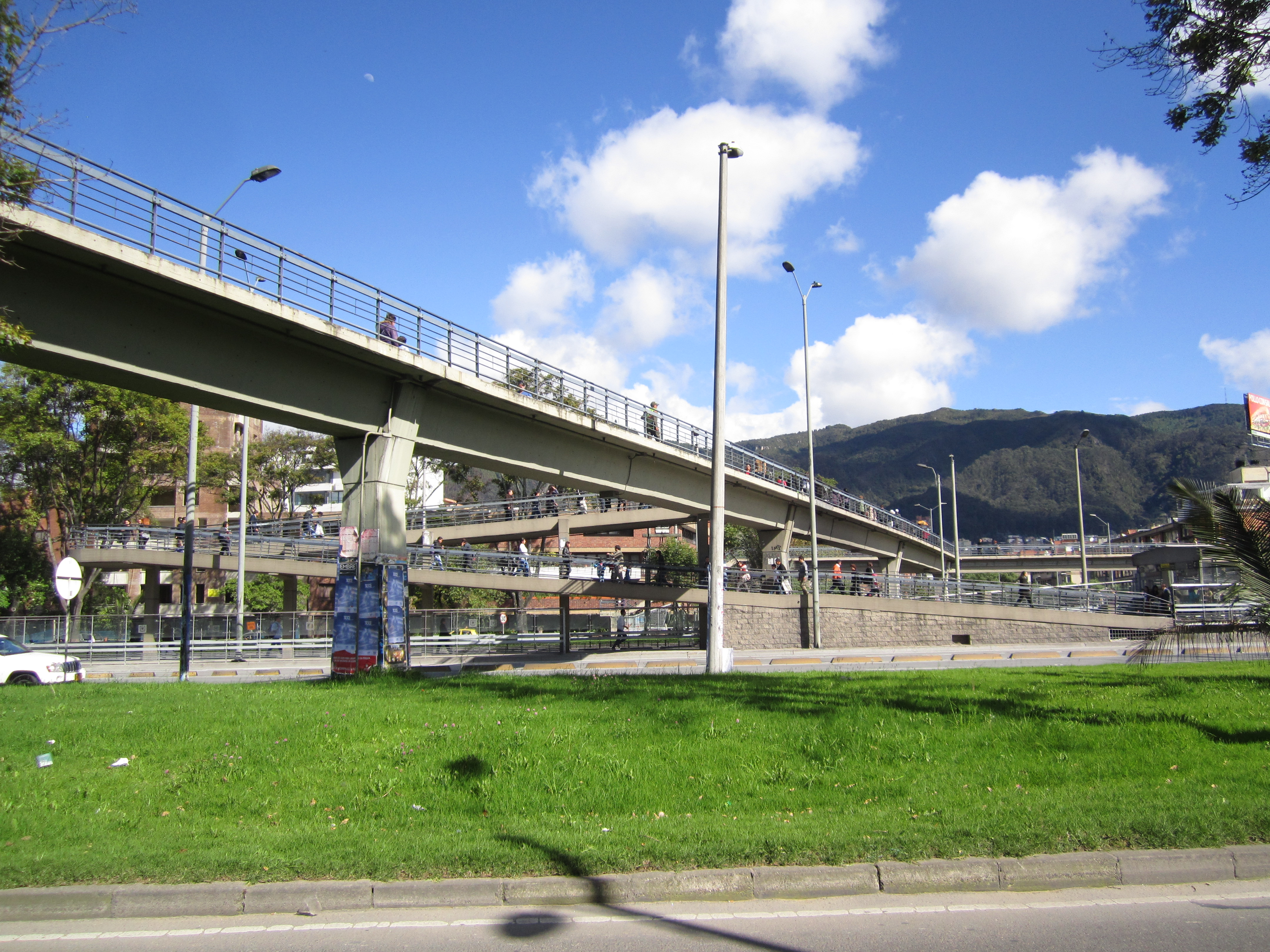
Puente peatonal en el norte de Bogotá.

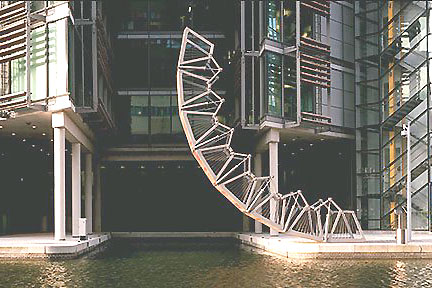
El Rolling Bridge, un puente rodante diseñado por Thomas Heatherwick.

Un puente peatonal es una estructura que permite el paso de peatones sobre cuerpos de agua, vías de tráfico o valles en las montañas. Se pueden construir en diferentes tipos de materiales. Los hay estáticos y móviles (que se pliegan, giran o elevan). Los tamaños son muy diversos desde unos pocos metros hasta cientos de metros. Debido a la poca carga para la que están concebidos y a la limitada longitud que han de atravesar, el diseño de los mismos puede ser muy diverso.
Desde el punto de vista de planificación de transporte la gran ventaja de esta estructura es que no dificulta el tráfico. Desde el punto de vista del peatón este tipo de estructura alarga el camino con respecto a un paso de cebra o un semáforo.
Como ejemplo arquitectónico a destacar de este tipo de puentes puede mencionarse el Puente Millennium en Londres, el Puente Sant'Angelo en Roma, el Puente de las Artes en París o el pasaje íntegramente de cristal del Aeropuerto Franz Josef Strauß de Múnich.
El Puente de los tres países, un puente en forma de arco entre la ciudad alemana de Weil am Rhein y la francesa Huningue, es el puente peatonal y para bicicletas más largo del mundo.

## Controversias

### Puentes Anti-Peatonales[1]
En los últimos años las zonas urbanas han dado prioridad al movimiento de vehículos motorizados, fragmentando el espacio público a través de vías rápidas, periféricos, puentes y pasos a desnivel. Todas estas obras no consideran el derecho a la movilidad y la ciudad de los habitantes, ya que los peatones deben desviar sus líneas de deseo hasta donde se encuentran los puentes, lo que implica más tiempo y esfuerzo, tienen un diseño poco amigable para los usuarios vulnerables como niños, personas de la tercera edad o personas en situación de discapacidad. Además que no cumplen con su objetivo de salvar vidas, pues un estudio realizado en el 2008 por el Instituto de Geografía de la Universidad Nacional Autónoma de México (UNAM), reveló que 26.68 % de los accidentes en la Ciudad de México ocurre a menos de 300 metros del 66.45 % de los puentes peatonales, por ende, la construcción de puentes "antipeatonales" tiene una lógica de ingeniería urbana que favorece el desplazamiento de los vehículos de automotores y no de prevención de lesiones.
En el 2014 la Liga Peatonal (México) presentó la Carta Mexicana de los Derechos del Peatón y en abril de 2016, el diputado Víctor Hugo Romo presentó la iniciativa de ley Carta Mexicana de los Derechos del Peatón ante la Asamblea Legislativa del Distrito Federal, basada en el documento de la Liga Peatonal, pero añadiendo referencias a los "puentes antipeatonales" en algunos artículos, como el 19 en el que se prohíbe la instalación de dichos puentes en vialidades semaforizadas.
Las características de ubicación y segregación refuerzan su naturaleza antipeatonal de estos puentes, la primera, debido a que están ubicados cerca de escuelas y hospitales, donde:
- La velocidad máxima que pueden desarrollar las personas en su automóvil es entre los 20 y 30 km/h, por ejemplo, en la Ciudad de México 6 de cada 10 puentes están ubicados en estas zonas, así lo afirmó, en entrevista a El País, un dirigente de la plataforma Peatones Primero.
- Son usados por población saliendo de hospital, como embarazadas.

La segregación (y discriminación), es debida al número de estos en áreas con población en pobreza, ya que la Ciudad de México tenía 752 en 2024, de los cuales 105 estaban ubicados en la Alcaldía Iztapalapa, y cuanto más alejado del centro de la ciudad estas barreras aumentan, el activista de Peatones Primero añade:
Hay un tema de clase, en donde unos sí pueden tener esta ciudad a nivel de calle y otros van a tener que quintuplicar su distancia de traslado para llegar del punto A al punto B.